# De Volharding (Jislum)
De Volharding is een poldermolen nabij het Friese dorp Jislum, dat in de Nederlandse gemeente  Noardeast-Fryslân ligt.

## Beschrijving
De Volharding is een maalvaardige grondzeiler, die ongeveer een halve kilometer ten westen van Jislum aan de Oude Vaart staat. De molen werd in 1872 gebouwd voor de bemaling van de 50 ha van de polder de Vries bij het landgoed Groot Hiackaerd. De molen kon aanvankelijk zowel in- als uitmalen. In 1955 verloor De Volharding zijn functie en raakte in verval. De molen was in 1972 de eerste die in het bezit kwam van de Stichting De Fryske Mole, die de molen vervolgens liet restaureren. Dat gebeurde eveneens in 1994. In 2000 werd in de molen een nieuwe vijzel geplaatst. De molen is op afspraak te bezichtigen.
De Volharding werd in 2006 door het Wetterskip Fryslân aangewezen als reservegemaal in geval van wateroverlast.